# Tourgéville
Tourgéville ist eine französische Gemeinde mit 846 Einwohnern (Stand: 1. Januar 2022) des Départements Calvados in der Region Normandie. Sie gehört zum Kanton Pont-l’Évêque und zum Arrondissement Lisieux. Die Einwohner werden Tourgevillais genannt.

## Geographie
Tourgéville liegt etwa 18 Kilometer südlich von Le Havre in der Landschaft Pays d’Auge an der Seinebucht, der sog. Côte Fleurie. Umgeben wird Tourgéville von den Nachbargemeinden Deauville im Norden und Nordosten, Saint-Arnoult im Osten und Nordosten, Bonneville-sur-Touques im Osten, Saint-Étienne-la-Thillaye im Süden und Südosten, Glanville im Süden, Vauville im Westen sowie Benerville-sur-Mer im Nordwesten.

## Bevölkerungsentwicklung
| Jahr                      | 1962 | 1968 | 1975 | 1982 | 1990 | 1999 | 2006 | 2013 |
| Einwohner                 | 577  | 718  | 686  | 748  | 730  | 848  | 922  | 941  |
| Quelle: Cassini und INSEE |      |      |      |      |      |      |      |      |

## Kultur und Sehenswürdigkeiten
- Kirche Saint-Pierre aus dem 12. Jahrhundert
- Herrenhaus von Clairefontaine aus dem 19. Jahrhundert, seit 2005 Monument historique
- Herrenhaus von Glatigny aus dem 16./17. Jahrhundert, seit 1929 Monument historique
- Herrenhaus von La Pipardière aus dem 15./16. Jahrhundert, seit 1923 Monument historique
- Herrenhaus von La Poterie aus dem 16./17. Jahrhundert, seit 1975 Monument historique
- Pferderennbahn von Deauville-Clairefontaine

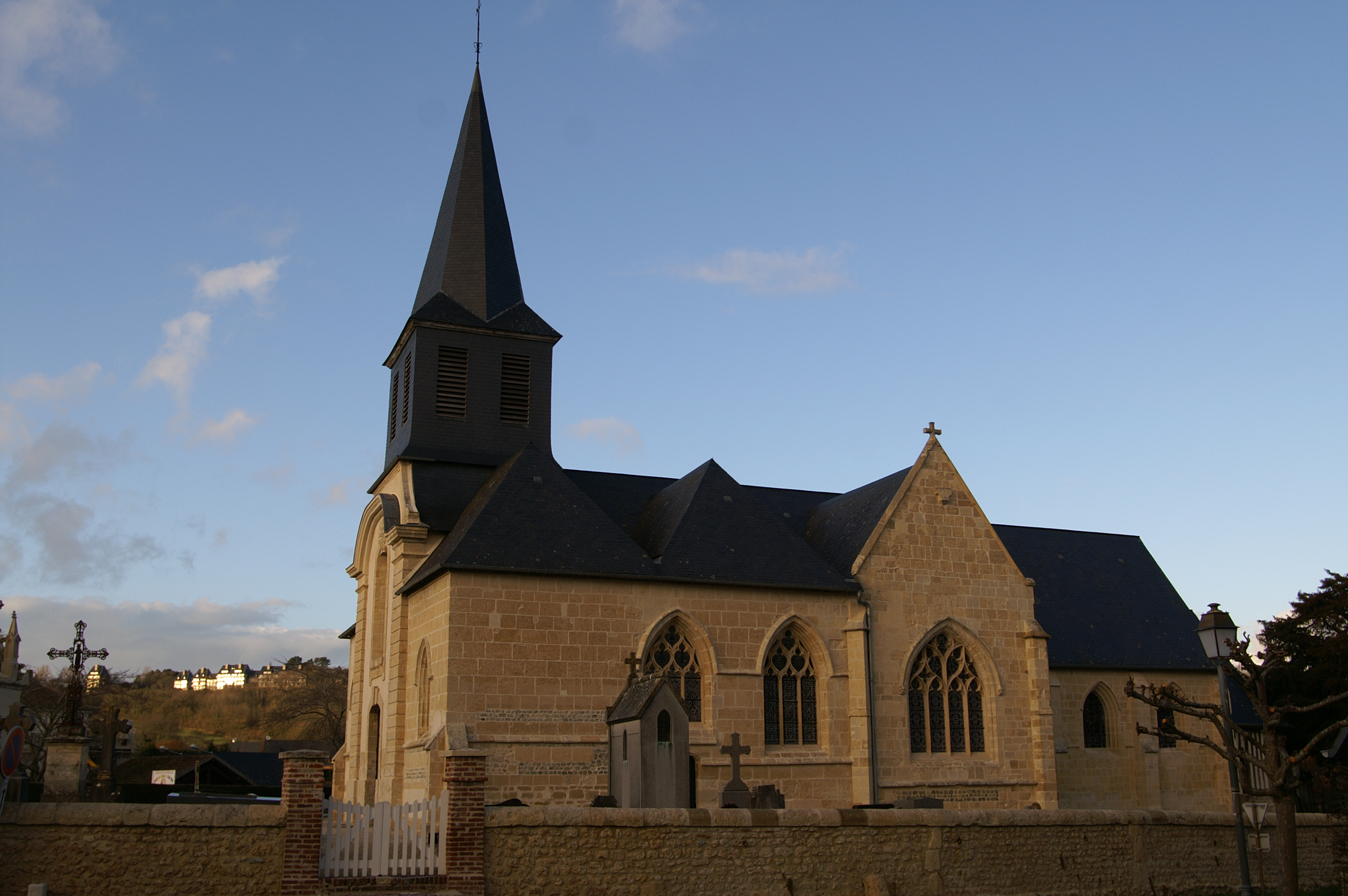
Kirche Saint-Pierre

- britischer Militärfriedhof

## Persönlichkeiten
- Georges Hébert (1875–1957), Marineoffizier
- Jacques Fabbri (1925–1997), Schauspieler und Regisseur